# Ministère de la Défense (Suède)
Pour les articles homonymes, voir Ministère de la Défense.

Le ministère de la Défense possède ses propres armoiries : elles reprennent les petites armoiries de la Suède, surmontant une épée et un bâton de maréchal croisés.

Le ministère de la Défense (försvarsdepartementet) est un ministère du gouvernement suédois. À sa tête se trouve le ministre de la Défense (försvarsminister).

## Histoire
Le ministère de la Défense est créé en 1920, par fusion des ministères de l'Armée et de la Marine, qui avaient été tous deux créés en 1840.

## Liste des ministres

### Ministres de l'Armée (1840-1920)
- 1840 : Bror Cederström
- 1840-1843 : Axel Otto Mörner
- 1843-1844 : Arfved Lovisin
- 1844-1848 : Gustaf Peyron
- 1848-1853 : Carl Ludvig von Hohenhausen
- 1853-1858 : Nils Gyldenstolpe
- 1858-1862 : Magnus Björnstjerna
- 1862-1867 : Alexander Reuterskiöld
- 1867-1871 : Gustaf Rudolf Abelin
- 1871-1877 : Oscar Weidenhielm
- 1877-1880 : Henrik Rosensvärd
- 1880-1882 : Otto Taube
- 1882-1887 : Axel Ryding
- 1887-1888 : Gustaf Oscar Peyron
- 1888-1892 : Hjalmar Palmstierna
- 1892-1899 : Axel Rappe
- 1899-1903 : Jesper Crusebjörn
- 1903-1905 : Otto Virgin
- 1905-1907 : Lars Tingsten
- 1907 : Arvid Lindman
- 1907-1911 : Olof Malm
- 1911-1914 : David Bergström
- 1914 : Hjalmar Hammarskjöld
- 1914-1917 : Emil Mörcke
- 1917 : Joachim Åkerman
- 1917-1920 : Erik Nilson
- 1920 : Per Albin Hansson

### Ministres de la Marine (1840-1920)
- 1840-1844 : Johan Lagerbielke
- 1844-1848 : Carl August Gyllengranat
- 1848-1849 : Johan Fredric Ehrenstam
- 1849-1852 : Baltzar von Platen
- 1852-1857 : Carl Ulner
- 1857-1862 : Carl Magnus Ehnemark
- 1862-1868 : Baltzar von Platen
- 1868-1870 : Magnus Thulstrup
- 1870-1874 : Abraham Leijonhufvud
- 1874-1880 : Fredrik von Otter
- 1880-1892 : Carl Gustaf von Otter
- 1892-1898 : Jarl Christerson
- 1898-1901 : Gerhard Dyrssen
- 1901-1905 : Louis Palander
- 1905 : Arvid Lindman
- 1905-1906 : Ludvig Sidner
- 1906-1907 : Wilhelm Dyrssen
- 1907-1910 : Carl August Ehrensvärd
- 1910-1911 : Henning von Krusenstierna
- 1911-1914 : Jacob Larsson
- 1914-1917 : Dan Broström
- 1917 : Hans Ericson
- 1917-1920 : Erik Palmstierna
- 1920 : Bernhard Eriksson

### Ministres de la Défense (depuis 1920)
- 1920 : Per Albin Hansson
- 1920-1921 : Carl Gustaf Hammarskjöld
- 1921 : Otto Lybeck
- 1921-1923 : Per Albin Hansson
- 1923-1924 : Carl Malmroth
- 1924-1926 : Per Albin Hansson
- 1926-1928 : Gustav Rosén
- 1928-1930 : Harald Malmberg
- 1930-1931 : Carl Gustaf Ekman
- 1931-1932 : Anton Rundqvist
- 1932-1936 : Ivar Vennerström
- 1936-1938 : Janne Nilsson
- 1938-1945 : Per Edvin Sköld
- 1945-1951 : Allan Vougt
- 1951-1957 : Torsten Nilsson
- 1957-1973 : Sven Andersson
- 1973-1976 : Eric Holmqvist
- 1976-1978 : Eric Krönmark
- 1978-1979 : Lars De Geer
- 1979-1981 : Eric Krönmark
- 1981-1982 : Torsten Gustafsson
- 1982 : Börje Andersson
- 1982-1983 : Curt Boström
- 1983-1985 : Anders Thunborg
- 1985-1991 : Roine Carlsson
- 1991-1994 : Anders Björck
- 1994-1997 : Thage G. Peterson
- 1997-2002 : Björn von Sydow
- 2002 : Lena Hjelm-Wallén (intérim)
- 2002 : Pär Nuder (intérim)
- 2002-2006 : Leni Björklund
- 2006-2007 : Mikael Odenberg
- 2007-2012 : Sten Tolgfors
- 2012 : Catharina Elmsäter-Svärd (intérim)
- 2012-2014 : Karin Enström
- 2014-2022 : Peter Hultqvist
- depuis 2022 : Pål Jonson